# Probles rufipes
Probles rufipes är en stekelart som först beskrevs av Holmgren 1860.  Probles rufipes ingår i släktet Probles och familjen brokparasitsteklar. Arten är reproducerande i Sverige. Inga underarter finns listade i Catalogue of Life.